# Zyrjanskij rajon
Lo Zyrjanskij rajon (in russo Зырянский район?) è un rajon dell'Oblast' di Tomsk, in Russia; il capoluogo è Zyrjanskoe. Istituito nel 1924, ricopre una superficie di 3.966 chilometri quadrati.